# Дери, Пётр Пореку
Пётр Пореку Дери (англ. Peter Poreku Dery; 10 мая 1918, Ко, Вассау Нсута, Золотой берег — 6 марта 2008, Тамале, Гана) — ганийский кардинал. Первый епископ Ва с 16 марта 1960 по 18 ноября 1974. Епископ Тамале с 18 ноября 1974 по 30 мая 1977. Архиепископ Тамале с 30 мая 1977 по 26 марта 1994. Председатель епископской конференции Ганы в 1982—1988. Кардинал-дьякон с титулярная диакония Санта-Елена-фуори-Порта-Пренестина с 24 марта 2006.